# Światowe Stowarzyszenie Czerwonej Swastyki
Światowe Stowarzyszenie Czerwonej Swastyki – chińskie stowarzyszenie międzynarodowe założone w 1922 roku w Pekinie, jako filantropijne odgałęzienie synkretycznej organizacji Daoyuan (道院). ŚSCS wzorowało się na zachodnich organizacjach takich jak Czerwony Krzyż i miało na celu stworzenie ponadnarodowej instytucji charytatywnej opartej na działaniach religijnych zakorzenionych m.in. w buddyzmie i taoizmie. Po chińskiej wojnie domowej Stowarzyszenie przeniosło się na Tajwan, a jego siedziba mieści się obecnie w Tajpej.

## Historia działalności

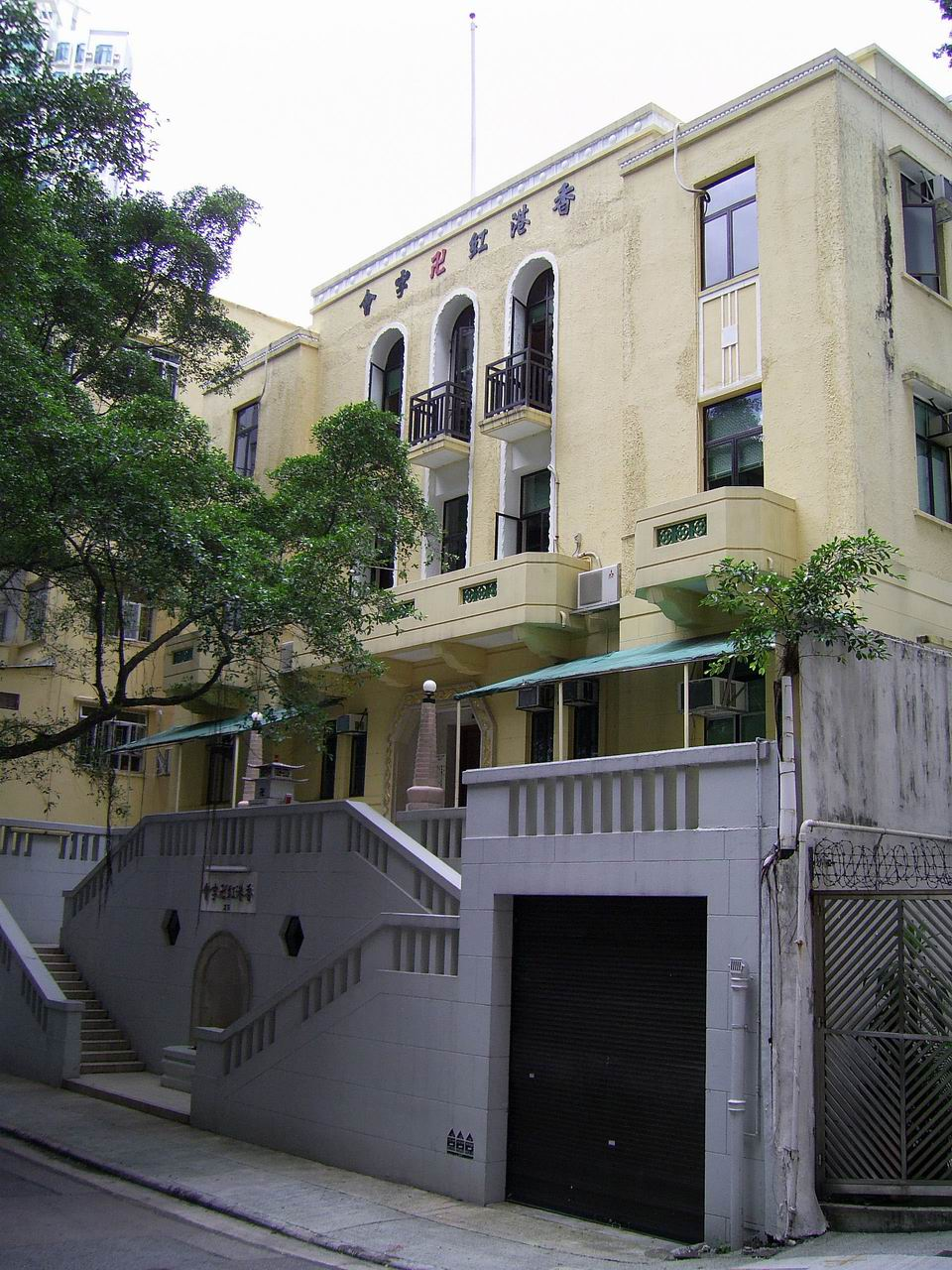
Siedziba ŚSCS w Hongkongu

Założycielami stowarzyszenia byli: premier pekińskiego rządu Beiyang Qian Nengxun (錢能訓), taoistyczny kapłan Du Bingyin (杜秉寅) oraz amerykański misjonarz  Gilbert Reid (chiń. 李佳白, Li Jiabo). Ich pomysł wywodził się z działań założonej w 1916 roku organizacji Daoyuan, promującej harmonijną współpracę pięciu religii: buddyzmu, taoizmu, islamu, chrześcijaństwa oraz konfucjanizmu. Doniesienia o sile Czerwonej Swastyki w latach 20. i 30. mocno się różnią. Podawana liczba członków waha się od 30 tys. w 1927 roku do 7-10 mln w 1937 roku.
Misją stowarzyszenia była działalność filantropijna i wychowawcza. Motto brzmiało: Promować światowy pokój, pomagać [ofiarom] katastrof (chiń. 促进世界和平，救济灾患). Prowadziło ono m.in. szpitale, przytułki i stołówki dla najuboższych. Podobnie jak Czerwony Krzyż, starało się rozwijać działalność na skalę międzynarodową. Świadczyło pomoc w 1923 roku po trzęsieniu ziemi w Tokio czy podczas kataklizmów naturalnych w ZSRR. Prowadziło biura w Paryżu, Londynie i Tokio. Wśród członków stowarzyszenia byli profesorowie esperantyści.
Szczególną rolę odegrało stowarzyszenie podczas masakry nankińskiej w 1937 r., kiedy to jego relacje stały się ważnym świadectwem zbrodniczych zachowań żołnierzy Cesarskiej Armii Japońskiej w okupowanej stolicy Republiki Chińskiej. Członkowie stowarzyszenia pomagali w chowaniu ciał tysięcy ofiar Japończyków, a później – w lokalizowaniu masowych grobów. Ich ustalenia wykorzystywano w charakterze materiału dowodowego przed Trybunałem Tokijskim.

## Obecnie
Po 1949 roku Czerwona Swastyka przestała działać w ChRL. Jej działania są obecnie nakierowane na chińską diasporę na Tajwanie i  w Singapurze. Prócz działalności charytatywnej, organizacja prowadzi dwie szkoły w Hongkongu – Tuen Mun i Tai Po oraz jedną szkołę w Singapurze, istniejącą od 1951 roku. 
Członkami stowarzyszenia mogą być jedynie mężczyźni oraz chłopcy w wieku powyżej 15 lat.

## Symbol

Czerwona Swastyka

Lewoskrętna swastyka to w Azji uniwersalny symbol buddyjski, który jest używany także przez inne religie. Swastyka jest również znakiem używanym w piśmie chińskim (卍, pinyin: wàn), stąd nazwa organizacji: 世界紅卍字會.
Wraz z Czerwonym Kołem, Czerwoną Swastykę proponowano na symbol dla Międzynarodowego Czerwonego Krzyża w Indiach i na Sri Lance, ale propozycja się nie przyjęła.